# Bobby Berna
Bobby Berna est un boxeur philippin né le 19 mai 1961 à Quezon City.

## Carrière
Passé professionnel en 1979, il devient le premier champion du monde des poids super-coqs IBF le 4 décembre 1983 après sa victoire par arrêt de l'arbitre au 10e round contre Sung In Suh. Battu lors du combat revanche, il mettra un terme à sa carrière en 1988 sur un bilan de 31 victoires, 6 défaites et 1 match nul.